# Ibn-Zohr-Universität
Die Universität Ibn Zohr (UIZ; arabisch جامعة ابن زهر, DMG Ǧāmiʿat Ibn Zuhr; französisch Université Ibn Zohr ‚Universität Ibn Zuhr‘) ist eine staatliche Universität mit Hauptsitz in Agadir in Marokko.

## Geschichte
Die Universität Ibn Zohr ist nach dem andalusischen Gelehrten, Philosoph, Anatom und Arzt Ibn Zuhr benannt, der unter dem latinisierten Namen Avenzoar bekannt ist und aus einer alten sevillanischen Ärztefamilie des arabischen Stammes der Iyad stammte.
Die Hochschule ist eine staatliche Einrichtung mit wissenschaftlichem, kulturellem und beruflichem Charakter. Sie wurde 1989 gegründet. Die Fakultät für Literatur und Geisteswissenschaften und die Fakultät für Naturwissenschaften bestanden seit 1984 und waren damals der Cadi-Ayyad-Universität in Marrakesch angegliedert. Als Hochschule hat sie eine vorrangige Stellung in den marokkanischen Provinzen des Südens und der Sahara. Die UIZ ist an sechs Universitätsstandorten angesiedelt: Agadir (Hauptsitz), Ouarzazate, Taroudant, Guelmim, Ad-Dakhla und El Aaiún.
Die Universität bietet Studiengänge in den Hauptfächern Wissenschaft und Technik, Recht und Wirtschaft, Literatur und Humanwissenschaften an. Sie hat neun Fakultäten und sechs Schulen. Die 163 Studiengänge sind nach der französischen LMD-Hochschularchitektur strukturiert – Lizenz, Master und PhD. Dieses System gilt für die Hochschulbildung in allen europäischen Ländern, die am Bologna-Prozess teilnehmen.